# Granite Mountain Record Vault
Die Granite Mountain Record Vault ist eine Einrichtung zur Lagerung historischer Daten auf Mikrofilmen in einem Granitstollen nahe Salt Lake City (Utah, USA). Betrieben wird die Anlage von der Genealogischen Gesellschaft von Utah. Die Gesellschaft will Mitgliedern der Kirche Jesu Christi der Heiligen der Letzten Tage („Mormonen“) beim Zusammentragen familiengeschichtlicher Angaben helfen, hauptsächlich um diesen die in ihrem Glauben übliche stellvertretende Taufe und andere Zeremonien für verstorbene nichtmormonische Vorfahren zu ermöglichen.
Außer genealogischen Informationen werden im Archiv auch Materialien aus der Geschichte der Kirche verwahrt.

## Standort
Die Einrichtung ist in der Wasatch Range, etwa eine Meile von der Mündung des Little Cottonwood Canyon gelegen. Sie befindet sich 20 Meilen südöstlich von Salt Lake City.
Die Anlage besteht aus zwei Hauptbereichen: Der Büro- und Laborbereich sitzt unter einem Überhang von etwa 300 Fuß aus Granit. Dort befinden sich die Mikrofilm-Verarbeitung und -Auswertung und Verwaltungsbüros.
Unter 700 Fuß aus Stein befinden sich die eigentlichen Stollen. Sechs Kammern, jeweils 190 Meter lang, 25 Meter breit und 25 Meter hoch, befinden sich hinter dem Laborbereich. Speziell konstruierte Stahlbeton-Türen mit einem Gewicht von 14 Tonnen wurden entworfen, um einer nuklearen Explosion standzuhalten. In den sechs Kammern sind die natürlichen Bedingungen gegeben, um konstante Feuchte und Temperatur für die optimale Lagerung der Mikrofilme zu erhalten.

## Geschichte
Seit 1938 speichert die Genealogische Gesellschaft von Utah genealogische und historische Informationen auf Mikrofilm. Der Hauptsitz der Organisation befindet sich in Salt Lake City. Sie wurde zwischen 1958 und 1966 mit Kosten von 2 Millionen US-Dollar gebaut und am 22. Juni 1966 eröffnet.
Seit 2002 werden die Daten des Archivs systematisch digitalisiert.